# هرالد گلاسکو
هرالد گلاسکو (انگلیسی: The Herald) شرکت انتشارات اسکاتلندی است، که در سال ۱۷۸۳ تأسیس شد. هرالد طولانی‌ترین روزنامه ملی در جهان است و هشتمین روزنامه قدیمی در جهان به‌شمار می‌رود. عنوان آن در سال ۱۹۹۲ از گلاسکو هرالد گرفته شد. به دنبال بسته شدن ساندی هرالد، هرالد به عنوان نسخه یکشنبه در ۹ سپتامبر ۲۰۱۸ راه اندازی شد.

## تاریخچه

### تأسیس
این روزنامه توسط چاپخانه‌ای در ادینبرو با نام جان منونز در ژانویه۱۷۸۳ تأسیس شد. انتشار هفتگی چاپخانه منونز نامش آگهی‌های گلاسکو بود که اولین نسخه آن استاندارد جهانی داشت: در۱۷۸۳ فرمانده لرد پروست گلاسکو اخبار مربوط به معاهدات ورسای در پاریس که پایان جنگ انقلاب آمریکا بود را در منونز فاش کرد، به همین منظور قدمت هرالد همزمان است با تاریخ ایالات متحده آمریکا،
مطالب داستانی در صفحات بعدی به چاب می‌رسید. منونز با استفاده از دو فونت بزرگتر که در اختیار داشت، مطالب را در فضایی که به آخرین اخبار دریافتی اختصاص داشت، چاپ و ارائه می‌کرد.

## موضع سیاسی
هرالد در هر نسخه‌اش اعلام می‌کند که هیچ حزب سیاسی را تایید نمی‌کند. با این حال، این روزنامه از رای "نه" در همه‌پرسی استقلال اسکاتلند (۲۰۱۴) حمایت کرد. در عنوان روزنامه بیان می‌کرد: «نظر هرالد: ما از ماندن در بریتانیا حمایت می‌کنیم، اما تنها در صورتی که تفویض اختیارات گسترده‌تری وجود داشته باشد».